# Philip Tonge
Pour les articles homonymes, voir Tonge.

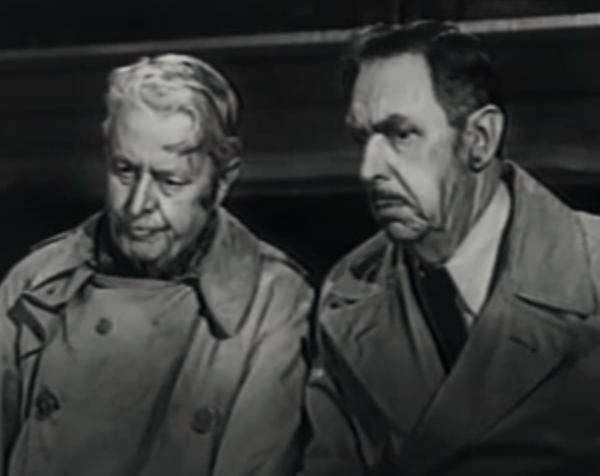
Avec Reginald Owen (à g.), dans la série One Step Beyond, épisode The Dream (1959)

Philip (Ashton) Tonge est un acteur anglais, né le 26 avril 1897 à Londres (Angleterre), mort le 28 janvier 1959 à Los Angeles — Quartier d'Hollywood (Californie).

## Biographie
Installé aux États-Unis, Philip Tonge joue de nombreuses pièces au théâtre notamment à Broadway (New York) dès l'adolescence, à partir de 1914 et jusqu'en 1951, dans des pièces (dont Grasshopper en 1917, aux côtés de son père également acteur de théâtre, H. Ashton Tonge) et deux comédies musicales. En particulier, il  interprète plusieurs pièces de Noël Coward, dont L'esprit s'amuse, représentée 689 fois de novembre 1941 à octobre 1943, avec Leonora Corbett et Peggy Wood. Sa dernière pièce à Broadway, jouée de novembre 1950 à janvier 1951, est une adaptation de L'Invitation au château de Jean Anouilh, avec Denholm Elliott et Lucile Watson.
Au cinéma, après une première expérience adolescent dans deux films muets sortis en 1913 et 1915, puis un premier film parlant sorti en 1933 (His Double Life (en), avec Roland Young et Lillian Gish), il revient au grand écran dans seulement vingt-deux autres films américains.
Citons Le Miracle de la 34e rue de George Seaton (son deuxième film parlant, 1947, avec Maureen O'Hara et John Payne), Hans Christian Andersen et la Danseuse de Charles Vidor (1952, avec Danny Kaye et Farley Granger) et Témoin à charge de Billy Wilder (1957, avec Tyrone Power et Marlène Dietrich). Son dernier film, Cette terre qui est mienne d'Henry King (avec Rock Hudson et Jean Simmons), sort en juin 1959, quelques mois après sa mort.
Pour la télévision, Philip Tonge contribue à quatre téléfilms, dont deux adaptations de la pièce pré-citée L'esprit s'amuse, diffusées respectivement en 1946 (avec Leonora Corbett et Estelle Winwood) et 1956 (réalisation de Noël Coward et Frederick De Cordova, avec Lauren Bacall et Claudette Colbert).
Il participe aussi à trente-deux séries dès 1949, dont Perry Mason (un épisode, 1957) et Lassie (un épisode, 1959). Sa dernière prestation au petit écran est diffusée en 1961, plus de deux ans après son décès.

## Théâtre à Broadway (intégrale)
(pièces, sauf mention contraire)
- 1914 : The Highway of Life de Louis N. Parker, d'après le roman David Copperfield de Charles Dickens
- 1915 : Roméo et Juliette (Romeo and Juliet) de William Shakespeare
- 1917 : Gamblers All de Max Martindale
- 1917 : Grasshopper, adaptation d'une pièce de Baron Keyserling
- 1918 : The New Word de J. M. Barrie
- 1918 : Peter's Mother de Mme Henry De La Pasture, mise en scène de (et avec) Lumsden Hare
- 1921-1922 : La Huitième Femme de Barbe-Bleue (Bluebeard's Eighth Wife) d'Alfred Savoir, adaptation de Charlton Andrews, avec Edmund Breese, Ina Claire (adaptée au cinéma en 1938)
- 1922-1923 : The Bunch and Judy, comédie musicale, musique de Jerome Kern, lyrics d'Anne Caldwell, livret d'Anne Caldwell et Hugh Ford, avec Adele et Fred Astaire, Lee Patrick
- 1925 : L'École de la médisance (The School for Scandal) de Richard Brinsley Sheridan, avec Ian Hunter
- 1927 : Lombardi, Ltd. de Fanny et Frederick Hatton, avec Leo Carrillo
- 1927-1928 : Interference de Roland Pertwee et Harold Dearden, avec John Williams
- 1928 : In Love with Love de Vincent Lawrence
- 1931 : The Bellamy Trial de Frances Noyes Hart et Frank E. Carstarphen, mise en scène de (et avec) E. E. Clive
- 1931 : The Good Companions de John Boynton Priestley et Edward Knoblauch
- 1931 : The Lady with a Lamp de Reginald Berkeley (en), mise en scène de Leslie Banks, avec Edith Evans, Anne Revere
- 1932 : Clear All Wires de Bella et Sam Spewack, mise en scène d'Herman Shumlin, avec Thomas Mitchell, Dorothy Tree
- 1933 : Design for Living de (et mise en scène par) Noël Coward, avec Lynn Fontanne, Alfred Lunt, Noël Coward (adaptée au cinéma la même année)
- 1933 : Eight Bells de Percy G. Mandley, avec Colin Clive
- 1933-1934 : The Lake de Dorothy Massingham et Murray MacDonald, avec Blanche Bates, Lucy Beaumont, Colin Clive, Katharine Hepburn, Rosalind Ivan, Lionel Pape, O. Z. Whitehead
- 1935 : Point Valaine de (et mise en scène par) Noël Coward, avec Lynn Fontanne, Louis Hayward, Alfred Lunt
- 1936 : Fresh Fields d'Ivor Novello
- 1938 : Bachelor Born de Ian Hay, avec Francis Compton, Gavin Muir
- 1939-1940 : When we are married de John Boynton Priestley, avec Sally O'Neil, Tom Powers, Alison Skipworth
- 1940 : Les hommes proposent (Jupiter Laughs) d'A. J. Cronin, avec Alexander Knox, Jessica Tandy
- 1941 : Eight O'Clock Tuesday de Robert Wallsten et Mignon G. Eberhart, avec Celeste Holm
- 1941-1943 : L'esprit s'amuse (Blithe Spirit) de Noël Coward, avec Leonora Corbett, Mildred Natwick, Clifton Webb, Peggy Wood (adaptée au cinéma en 1945)
- 1943-1945 : La Seconde Madame Carroll (The Two Mrs. Carrolls) de Martin Vale, avec Elisabeth Bergner, Victor Jory, Irene Worth (adaptée au cinéma en 1947)
- 1946 : The Duchess Misbehaves, comédie musicale, musique de Frank Black, lyrics et livret de Gladys Shelley
- 1948 : Ways and Means, Family Album, Red Peppers, Famed Oak, Hands Across the Sea et Shadow Play, pièces en un acte de (et mises en scène par) Noël Coward, avec Gertrude Lawrence (pièce réunies sous le titre Tonight at 8:30)
- 1948 : The Cup of Trembling de Louis Paul, mise en scène de Paul Czinner, avec Elisabeth Bergner, John Carradine, Arlene Francis, Hope Emerson, Millard Mitchell
- 1948-1949 : Make for Lucia de (et mise en scène par) John Van Druten, d'après les écrits d'Edward Frederic Benson, avec Isabel Jeans, Kurt Kasznar, Ivan Simpson
- 1949 : La Nuit des rois, ou Ce que vous voudrez (Twelfth Night, or What you will) de William Shakespeare, avec Nina Foch, Carl Benton Reid
- 1950 : Ardèle ou la Marguerite (Cry of the Peacock) de Jean Anouilh, adaptation de Cecil Robson, mise en scène de Martin Ritt, décors et costumes de Cecil Beaton
- 1950-1951 : L'Invitation au château (Ring Round the Moon) de Jean Anouilh, adaptation de Christopher Fry, musique de scène de Francis Poulenc, avec Denholm Elliott, Lucile Watson, Francis Compton

## Filmographie

### Au cinéma (intégrale)
- 1913 : The Still Voice de Mrs. Sidney Drew (court métrage)
- 1915 : Still Waters de J. Searle Dawley
- 1933 : His Double Life d'Arthur Hopkins
- 1947 : Miracle sur la 34e rue (Miracle on 34th Street) de George Seaton
- 1947 : L'Amour d'un inconnu (Love from a Stranger) de Richard Whorf
- 1952 : La Sarabande des pantins (O. Henry's Full House), film à sketches, segment The Cop and the Anthem d'Henry Koster
- 1952 : Hans Christian Andersen et la Danseuse (Hans Christian Andersen) de Charles Vidor
- 1953 : Vicky (Scandal at Scourie) de Jean Negulesco
- 1953 : L'Homme au masque de cire (House of Wax) d'André De Toth
- 1953 : Le Joyeux Prisonnier (Small Town Girl) de László Kardos
- 1954 : Le Défilé de la trahison (en) (Khyber Patrol) de Seymour Friedman
- 1954 : La Piste des éléphants (Elephant Walk) de William Dieterle
- 1954 : Ricochet Romance de Charles Lamont
- 1954 : Track of the Cat de William A. Wellman
- 1954 : Le Calice d'argent (The Silver Chalice) de Victor Saville
- 1955 : Desert Sands de Lesley Selander
- 1955 : Le Fils prodigue (The Prodigal) de Richard Thorpe
- 1956 : Le Trouillard du Far West (Pardners) de Norman Taurog
- 1956 : The Peacemaker (en) de Ted Post
- 1957 : Les Girls de George Cukor
- 1957 : Témoin à charge (Witness for Prosecution) de Billy Wilder
- 1958 : Macabre de William Castle
- 1958 : Les commandos passent à l'attaque (Darby's Rangers) de William A. Wellman
- 1959 : Invisible Invaders d'Edward L. Cahn
- 1959 : Cette terre qui est mienne (This Earth is Mine) d'Henry King

### À la télévision
(séries, sauf mention contraire)
- 1954 : L'esprit s'amuse (Blithe Spirit), téléfilm de Noël Coward et Frederick De Cordova
- 1956 : Mon amie Flicka (My Friend Flicka)
  - Saison unique, épisode 26 Le Lutin blanc (Mister Goblin) de John English
- 1957 : Perry Mason, première série
  - Saison 1, épisode 4 The Case of the Drowning Duck de William D. Russell
- 1959 : Lassie
  - Saison 5, épisode 23 Tartan Queen de William Witney
- 1959 : One Step Beyond
  - Saison 1, épisode 7 The Dream de John Newland